# 나가하타 유키
나가하타 유키(일본어: 永畑 祐樹, 1989년 5월 2일 ~ )는 일본의 전 축구 선수이다.

## 구단 경력
그는 2008년부터 2019년까지 J리그의 시미즈 에스펄스, 기라반츠 기타큐슈, 가고시마 유나이티드 FC에서 활동하였다.